# Kata Dalström
Anna Maria Katarina "Kata" Dalström nata Carlberg (Emtöholm, 18 dicembre 1858 – Stoccolma, 11 dicembre 1923) è stata una politica e scrittrice svedese.
Fu una delle principali attiviste socialiste e scrittrici di sinistra della Svezia contemporanea. Viene definita "la madre del movimento popolare socialista svedese".

## Biografia
Kata Dalström nacque in una famiglia benestante. Era figlia del professor Johan Oskar Carlberg e di Maria Augusta Carlswärd e studiò alla scuola femminile di Emilie Risberg a Örebro dal 1868 al 1872. Nel 1878 sposò l'ingegnere civile Gustav Mauritz Dalström (1837-1906). Dopo il  matrimonio visse a Hultsfred dal 1878 al 1884, a Stoccolma tra il 1884-88, a Visby nel 1888-90, al Castello di Näsbyholm nel 1890-94 e nuovamente a Stoccolma dal 1894 in poi. 
Kata Dalström si dedicò al lavoro sociale negli anni 1880, quando si concentrò sulla storia dei bambini e della cultura. Fu componente del consiglio di amministrazione dell'Arbetsstugor för barn (Case di lavoro per bambini) nel 1886 e cofondatrice della Katarina arbetsstuga nel 1887. Fece parte del Kvinnoklubben (il club delle donne) dedicato alle donne della classe media lavoratrice. Dal 1889 al 1894 fu docente dell'associazione per la temperanza Nykterhetsorden Verdandi, dove fu eletta membro del consiglio nel 1894. 

### Il Partito Socialdemocratico

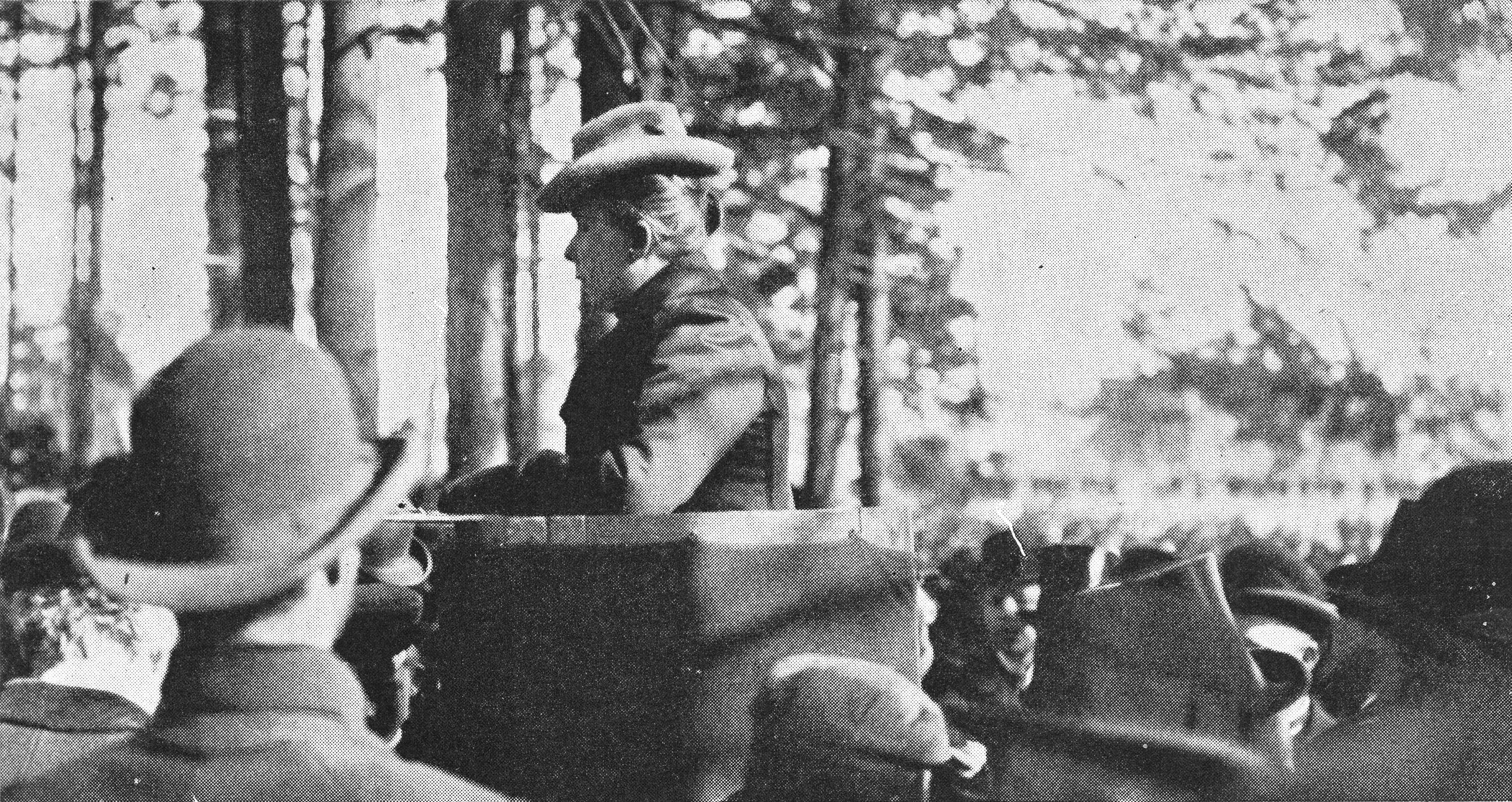
Kata Dahlström mentre tiene una conferenza

Contrariamente alla disciplina autoritaria e alle opinioni conservatrici alle quali fu educata sin da bambina, divenne una simpatizzante del liberalismo e quindi del marxismo e del socialismo grazie ai suoi contatti con intellettuali del calibro di Ellen Key, Knut Wicksell e Fridtjuv Berg. Conobbe diversi leader socialisti come Hjalmar Branting e Fredrik Sterky.
Nel 1893 si unì al Partito Socialdemocratico dei Lavoratori di Svezia e l'anno seguente divenne membro della sezione femminile del medesimo partito, il Stockholms allmänna kvinnoklubb. In qualità di scrittrice indipendente contribuì alla stampa socialista svedese, come il Socialdemokraten, lo Stormklockan e il Politiken. Viaggiò in tutto il paese partecipando a diversi congressi a Stoccolma e a Malmö. 
Nel 1898 divenne membro del comitato esecutivo del Partito Socialdemocratico nel distretto di Stoccolma, e dal 1900 al 1905 ne fu la prima donna eletta. Fu la delegata svedese al Congresso socialista internazionale di Copenaghen nel 1910. 
Inizialmente si impegnò nell'organizzazione delle donne della classe operaia, per poi occuparsi di tutte le sfere del movimento della classe lavoratrice. La sua attività sindacale si incentrò sull'industria tessile, ferroviaria e mineraria, ritenendo gli scioperi un metodo efficace per ottenere il suffragio. I suoi discorsi aggressivi e drastici la resero una tra gli agitatori più popolari ed efficienti del movimento operaio svedese, e la sua capacità di entusiasmare le masse e dare loro si rivelò importante specialmente durante i grandi scioperi del 1902 e del 1909.
Kata Dalström sostenne il suffragio femminile, ma non si impegnò molto nella questione in quanto riteneva politicamente necessario introdurre il suffragio maschile completo prima che la questione del suffragio femminile potesse essere sollevata correttamente senza danneggiare la transizione alla democrazia. Nel 1905 sostenne lo scioglimento dell'unione Svezia-Norvegia.
Sostenne Branting contro Hinke Bergegren in ottica anti anarchica, ma in seguito divenne sempre più radicale. Continuò a credere che la lotta di classe di Marx ed Engels fosse l'unico vero modo per raggiungere gli obiettivi del movimento della classe lavoratrice, restando delusa dallo sviluppo pragmatico del Partito Socialdemocratico. 
Durante la prima guerra mondiale si unì alla Conferenza di Zimmerwald. Lavorò attivamente per fondare un nuovo e più radicale partito socialista in Svezia, e nella divisione del partito del 1917 Kata Dalström si unì all'ala sinistra guidata da Zeth Höglund, che sarebbe presto diventato il Partito Comunista, a significare una rottura finale con il movimento socialdemocratico guidato da Branting,
Sostenitrice dei bolscevichi e della rivoluzione russa, si unì all'Internazionale Comunista e ne fu la delegata svedese al secondo congresso del 1920, dove fu celebrata come una delle veterane del movimento internazionale della classe operaia. Tuttavia, detestava lo sviluppo antidemocratico del regime comunista in Russia e lo considerava un tradimento del vero ideale del socialismo, per cui nel 1922 si schierò con Zeth Höglund nella sua riconciliazione con i socialdemocratici.
Uno dei motivi per cui abbandonò il comunismo alla fine della sua vita fu la sua visione della religione. Credeva in un approccio più aperto nei confronti del cristianesimo, che secondo lei era interamente fusibile con il socialismo. Questo punto di vista venne criticato in particolare dall'ateo Ture Nerman, sostenuto da Zinov'ev, il leader dell'Internazionale Comunista, che, sebbene sostenesse la libertà religiosa, dichiarò che un politico comunista doveva essere ateo per comprendere il marxismo. Il suo "cristianesimo originale" aveva molto in comune con il buddismo e alla sua morte si dichiarò buddista.

### Carriera letteraria
Scrisse principalmente testi politici, ma anche libri sulla mitologia norvegese e sulle leggende vichinghe. 

## Nella cultura di massa
Kata Dalström appare come personaggio nel romanzo di Dag Skogheim Sulis (1980).